# 艾迪·艾堅比耶
艾迪奧拿·彼得·奧路華杜恩·"艾迪"·艾堅比耶（Adeola Peter Oluwatoyin "Ade" Akinbiyi，1974年10月10日—）出生於倫敦哈克尼區，是英格蘭出生的尼日利亞足球員。

## 球員生涯

### 早期
艾堅比耶曾輾轉加盟多支球會，相關累積的轉會費高達1,600萬英鎊。他加盟诺里奇城成為學徒，展開他的職業呎球生涯，並在1992年榮升一隊。他在1993年11月3日首次聯賽上陣，在對德甲班霸拜仁慕尼黑的歐洲足協盃後備入替。該場踢成1:1，意味著諾域治在第二圈將憑兩回合計勝3:2晉級，但晉一級被AC米蘭淘汰出局。
他其後先後外借至赫里福特聯和白禮頓，最後在1997年以25萬英鎊加盟基寧咸。在基寧咸共上陣67場並射入29球，他很快便加盟新升班甲組（第二級）的布里斯托城，轉會費為120萬英鎊。

### 巨額轉會費
這名射手在1998/99年球季為布里斯托城射入21球之後，身價便不斷升值，狼隊在1999年9月以破球會轉會費紀錄350萬英鎊簽下他，代替離隊的羅比·堅尼。他只在摩利紐斯球場效力一季，成為球會首席射手，但狼隊僅未能取得升班附加賽的一個席位。
加盟狼隊10個月後，他以550萬鎊加盟當時還是英超的莱斯特城，但他非常後悔這個決定。他的加盟是為了取代轉會利物浦的希斯基，他的表現在預期之下，上陣58場只射入11球，最終李斯特城在他效力的第二個球季降班，他亦告別了菲爾伯特街球場。在一場對利物浦的差劣表現，使他被太陽報頭條大字標題形容他是「聯賽最差射手」。李斯特城球迷恥笑他為「Ade Akinbadbuyi」。
2002年他因不再被李斯特城重用而以220萬英鎊轉會水晶宮，如此高的轉會費，當時的南倫敦都非常震驚，取笑之聲不絕於耳。他穿上了大號碼55號球衣，和他本來希望穿的10號球衣差一大截，因10號球衣已為其他球員所穿，只能在兩個「5」之間加上一個細小的「+」號，聊勝於無。
在14場聯賽和盃賽上陣只射入一球，他於2003年被外借至史篤城。期間射入兩球，最後一球是在賽季最尾一場，助該隊贏雷丁1:0兼護級成功。他其後因回復自由身，被史篤城買斷，更諷刺地被「陶工」球迷視為英雄。

### 般尼及錫菲聯
2005年2月艾堅比耶以60萬英鎊轉會費加盟般尼，首次上陣不足兩分鐘便因頭槌撞擊新特蘭球員佐治·麥卡尼而被逐出場。在「葡萄酒」射入16球後，他在2006年1月以破當時球會紀錄的175萬英鎊轉會費加盟錫菲聯。
他在錫菲聯的首場賽事對打比郡即取得入球。更在其後於希斯堡球場舉行的鋼鐵之城打吡以入球取悅錫菲聯的球迷。
2006年成功升班後，艾堅比耶只為「刀片」上陣英超5場比賽。以及有報道指他在2006年10月以0:2負於愛華頓的賽事中在訓練場和隊友克勞迪·戴維斯（Claude Davis）講手，戴維斯在對愛華頓時被逐離場。
艾堅比耶不久便以650萬英鎊轉會費在2007年1月返回般尼，而在2007年夏天需再多付10萬鎊。他重返「葡萄酒」有個好開始，他在足總盃對來自超聯的雷丁中射入一球。
在2006/07年球季其餘賽事，艾堅比耶在托福摩爾球場只射入三球。領隊科特里爾歸咎艾堅比耶於錫菲聯時花太多時間在舉重室，以致身軀變得龐大。2007/08年球季，他雖獲發9號球衣，但他淪為在安迪·格雷（Andy Gray）和布莱克之後的第三選擇前鋒。重返般尼之後，艾堅比耶表現滑落，未能重拾射門鞋。但他表現落力和努力，他的支持者不斷為他打氣，在比賽時喊「艾迪，艾迪，艾迪！」以支持他。
在2008/09年球季，他的經常替補席位甚至讓位給由他教導的新星罗德里格斯。但艾堅比耶在聯賽盃第五圈作客史丹福橋對車路士一戰取回後補席位，更在下半場射入一球為球隊扳平，使般尼和對手戰至十二碼階段，終以5:4勝出，間接將「藍戰士」踢出局並晉身八強。

### 休斯敦迪纳摩
2009年3月31日美國職業足球大聯盟球會休斯敦迪纳摩宣佈艾堅比耶即將加盟，於4月6日落實成功轉會。在上陣14場後仍未有建樹，於8月24日讓位予球隊首名「超薪限球員」（Designated Player）墨西哥的兰丁而遭棄用。

### 諾士郡
2009年9月26日艾堅比耶據報加盟英乙球會諾士郡，是他歷來效力的第12間英格蘭球會。

## 榮譽
諾士郡
- 英格蘭足球乙級聯賽冠軍：2009/10年；

## 外部連結
- 足球数据库：艾堅比耶的球员统计数据
- AdeAkinbiyi profile at burnleyfootballclub.com
- Career information at ex-canaries.co.uk （页面存档备份，存于）
- If it's January, it must be time to send for Ade Akinbiyi[]